# Haderslev
Haderslev (en alemán, Hadersleben) es una ciudad del sur de Jutlandia, en Dinamarca, con una población de 21.396 habitantes en 2012. Desde 2007 la ciudad es sede del nuevo municipio de Haderslev, formado por la fusión de siete municipios más pequeños. Haderslev pertenece a la región de Dinamarca Meridional, y es sede de una de las 11 diócesis de la Iglesia de Dinamarca.

## Historia
Haderslev es mencionada por primera vez en la Gesta Danorum. De acuerdo a ésta, existía un rey de nombre Hather, de quien la ciudad tomaría el nombre. Frailes dominicos establecieron aquí un monasterio en 1228. Haderslev fue incendiada durante la guerra entre el rey Erico IV de Dinamarca y el duque Abel de Schleswig. Obtuvo privilegios de ciudad en 1292 de manos del duque Valdemar IV.
En la Edad Media hubo un castillo en el oriente de la ciudad, llamado Haderslevhus, posiblemente construido desde el siglo XIII. La ciudad estaba fortificada, y el embalse de Haderslev fue construido para activar las turbinas de un molino de agua y al mismo tiempo para servir de protección a la ciudad, proveyendo agua para los fosos de las murallas de la parte norte. Haderslev llegó a ser una de las más ricas de la región, y su iglesia, sede de un capítulo colegial, la segunda más grande del ducado de Schleswig, sólo detrás de la catedral de Schleswig.
El rey Federico I de Dinamarca le otorgó a su hijo Cristián (a la sazón Cristián III de Dinamarca) la posesión de la ciudad, y de esta manera Haderslev sería una de las primeras ciudades del reino en convertirse en un centro del luteranismo. Cuando Cristián III se convirtió en rey de Dinamarca y duque de Schleswig y Holstein, tuvo que compartir el poder en los ducados con sus medios hermanos Juan el Viejo y Adolfo. Juan recibió el ducado de Schleswig-Holstein-Haderslev, que incluía la región noreste de Schleswig y algunas localidades en Holstein. El duque Juan reemplazó el viejo castillo de Haderslevhus por un magnífico castillo renacentista que alcanzaría un tamaño similar a Kronborg, y en los terrenos del antiguo monasterio dominico construyó un hospital. Al morir el duque Juan sin hijos, sus territorios se dividieron entre sus dos hermanos, quedando Haderslev en la porción gobernada directamente por la corona danesa. El castillo de Haderslev fue una de las propiedades familiares de Cristián IV: aquí celebró el rey sus bodas y aquí nacieron varios de sus hijos.
En 1627 Haderslev fue dañada por un incendio. Las guerras sueco-danesas del siglo XVII también afectaron a la ciudad. El castillo fue destruido por una explosión de pólvora durante un asalto sueco en 1644. El castillo nunca fue reconstruido y sus restos sirvieron para la reparación del castillo de Kolding. El canal que separaba al castillo del resto de la ciudad fue cancelado en 1729.  La dificultad de los barcos de gran calado para maniobrar en el estrecho fiordo restó importancia comercial a Haderslev, además de la competencia de Christiansfeld, fundada en 1773 a sólo 13 km al norte.
En 1759 un nuevo incendio destruyó parte de la ciudad. En el siglo XIX se expandió el puerto y se crearon nuevas industrias, pero la Segunda guerra de los ducados supuso un duro golpe a la economía. Como parte de Schleswig y con una parte de su población de lengua alemana, Haderslev se vio involucrada en el conflicto dano-alemán de Schleswig-Holstein.  La ciudad pasó a manos prusianas y posteriormente formó parte del Imperio Alemán.
Durante la etapa alemana hubo un repunte de la industria en la ciudad; se construyeron escuelas y un cuartel, pero Haderslev fue utilizada también como ciudad de retiro. Se inauguró una línea ferroviaria de Haderslev a Vojens que se comunicaba con la línea que corría de Fredericia a Hamburgo.
Al terminar la Primera Guerra Mundial y realizarse los plebiscitos de Schleswig en 1920, la población de Haderslev votó mayoritariamente en favor de la incorporación a Dinamarca, aunque una minoría alemana continuó residiendo en la ciudad.
En 1922 Haderslev se convirtió en sede episcopal de la Iglesia de Dinamarca. En la Segunda Guerra Mundial hubo escaramuzas que causaron la muerte de algunos soldados daneses.
El conflicto étnico entre daneses y alemanes se solucionó en 1955 con las Declaraciones de Copenhague y Bonn. Actualmente hay en Haderslev un jardín de niños, una escuela primaria y varios clubes de lengua alemana.
En 1959 ocurrió la mayor tragedia de la historia moderna de Haderslev, cuando un barco turístico se incendió en el embalse, causando la muerte de 57 personas.

## Hermanamientos
Las siguientes ciudades están hermanadas con Haderslev:
- Varberg, Suecia
- Sandefjord, Noruega
- Uusikaupunki, Finlandia
- Lutherstadt Wittenberg, Alemania
- Braine, Francia